# Kelemen Zoltán (síugró)
Kelemen Zoltán (Kőszeg, 1956. június 25.) magyar síugró
Nyolcszoros  magyar bajnok, az Eurosport szakkommentátora.

## Életút
Szülővárosában ismerkedett meg a síugrással. Nevelő egyesülete a Kőszegi Textiles SE; később a MOM SE; majd a Budapesti Honvéd versenyzője. 1978 és 1984 között tizenkét érmes helyezést szerzett a felnőtt magyar bajnokságokon.

## Magyar bajnoki címei
- Középsánc. Csapat: 1978, 1979, 1981, 1982,
- Nagysánc.  Egyéni: 1980; Csapat: 1978, 1980, 1982,

- Részletesen →  Síugrás. Magyar fejezet; Síugró magyar bajnokok listája

## Külső hivatkozások
Kelemen Zoltán eredményei a FIS honlapján